# Enneapterygius melanospilus
Enneapterygius melanospilus är en fiskart som beskrevs av Randall, 1995. Enneapterygius melanospilus ingår i släktet Enneapterygius och familjen Tripterygiidae. Inga underarter finns listade i Catalogue of Life.